# Tour du Poitou-Charentes 1999
Il Tour du Poitou-Charentes 1999, tredicesima edizione della corsa, si svolse dal 24 al 27 agosto 1999 su un percorso di 515 km ripartiti in 4 tappe (la terza suddivisa in due semitappe), con partenza da Vivonne e arrivo a Vouneuil-sous-Biard. Fu vinto dal francese Christophe Moreau della Festina-Lotus davanti al suo connazionale Jean-Cyril Robin e all'estone Lauri Aus.

## Tappe
| Tappa  | Data      | Percorso                                           | km  | Vincitore di tappa | Leader cl. generale |
| ------ | --------- | -------------------------------------------------- | --- | ------------------ | ------------------- |
| 1ª     | 24 agosto | Vivonne > La Tremblade                             | 205 | Jean-Cyril Robin   | Jean-Cyril Robin    |
| 2ª     | 25 agosto | La Tremblade > Parthenay                           | 184 | Artur Babaitsev    | Jean-Cyril Robin    |
| 3ª-1ª  | 26 agosto | Parthenay > Neuville-de-Poitou                     | 0   | Stéphane Barthe    | Jean-Cyril Robin    |
| 3ª-2ª  | 26 agosto | Vendeuvre > Neuville-de-Poitou (cron. individuale) | 22  | Christophe Moreau  | Christophe Moreau   |
| 4ª     | 27 agosto | Neuville-de-Poitou > Vouneuil-sous-Biard           | 104 | Jaan Kirsipuu      | Christophe Moreau   |
| Totale | Totale    | Totale                                             | 515 |                    |                     |

## Dettagli delle tappe

### 1ª tappa
- 24 agosto: Vivonne > La Tremblade – 205 km

| Pos. | Corridore        | Squadra          | Tempo    |
| ---- | ---------------- | ---------------- | -------- |
| 1    | Jean-Cyril Robin | FDJ              | 4h47'07" |
| 2    | Uroš Murn        | Telekom          | a 13"    |
| 3    | Peter Rogers     | Die Continentale | s.t.     |

| Pos. | Corridore        | Squadra | Tempo    |
| ---- | ---------------- | ------- | -------- |
| 1    | Jean-Cyril Robin | FDJ     | 4h46'57" |

### 2ª tappa
- 25 agosto: La Tremblade > Parthenay – 184 km

| Pos. | Corridore           | Squadra          | Tempo    |
| ---- | ------------------- | ---------------- | -------- |
| 1    | Artur Babaitsev     | Die Continentale | 4h07'57" |
| 2    | Cszelaw Lukascewicz | Wustenrot        | a 1'29"  |
| 3    | Stéphane Cueff      | Home Market      | a 1'33"  |

| Pos. | Corridore        | Squadra | Tempo    |
| ---- | ---------------- | ------- | -------- |
| 1    | Jean-Cyril Robin | FDJ     | 9h01'32" |

### 3ª tappa - 1ª semitappa
- 26 agosto: Parthenay > Neuville-de-Poitou – 0 km

| Pos. | Corridore          | Squadra       | Tempo    |
| ---- | ------------------ | ------------- | -------- |
| 1    | Stéphane Barthe    | Casino        | 4h05'57" |
| 2    | Jean-Patrick Nazon | FDJ           | s.t.     |
| 3    | Christophe Moreau  | Festina-Lotus | s.t.     |

| Pos. | Corridore        | Squadra | Tempo     |
| ---- | ---------------- | ------- | --------- |
| 1    | Jean-Cyril Robin | FDJ     | 13h07'29" |

### 3ª tappa - 2ª semitappa
- 26 agosto: Vendeuvre > Neuville-de-Poitou (cron. individuale) – 22 km

| Pos. | Corridore         | Squadra         | Tempo  |
| ---- | ----------------- | --------------- | ------ |
| 1    | Christophe Moreau | Festina-Lotus   | 26'07" |
| 2    | Chris Boardman    | Crédit Agricole | s.t.   |
| 3    | Jan Hruska        | Wustenrot       | a 34"  |

| Pos. | Corridore         | Squadra       | Tempo     |
| ---- | ----------------- | ------------- | --------- |
| 1    | Christophe Moreau | Festina-Lotus | 13h33'54" |

### 4ª tappa
- 27 agosto: Neuville-de-Poitou > Vouneuil-sous-Biard – 104 km

| Pos. | Corridore        | Squadra      | Tempo    |
| ---- | ---------------- | ------------ | -------- |
| 1    | Jaan Kirsipuu    | Casino       | 2h19'42" |
| 2    | Frédéric Gabriel | Home Market  | s.t.     |
| 3    | Dennis Rasmussen | Chicky World | s.t.     |

| Pos. | Corridore         | Squadra       | Tempo     |
| ---- | ----------------- | ------------- | --------- |
| 1    | Christophe Moreau | Festina-Lotus | 15h55'22" |
| 2    | Jean-Cyril Robin  | FDJ           | a 31"     |
| 3    | Lauri Aus         | Casino        | a 38"     |

## Classifiche finali

### Classifica generale
| Pos. | Corridore                   | Squadra                        | Tempo     |
| ---- | --------------------------- | ------------------------------ | --------- |
| 1    | Christophe Moreau           | Festina-Lotus                  | 15h55'22" |
| 2    | Jean-Cyril Robin            | FDJ                            | a 31"     |
| 3    | Lauri Aus                   | Casino                         | a 38"     |
| 4    | Nico Mattan                 | Cofidis                        | a 1'23"   |
| 5    | Peter Rogers                | Die Continentale-Olympia       | a 1'41"   |
| 6    | Dimitri Pavi Degl'Innocenti | KRKA-Telekom Slovenije         | a 1'42"   |
| 7    | Torsten Schmidt             | Team Chicky World              | a 1'57"   |
| 8    | Laurent Pillon              | Home Market-Ville de Charleroi | a 2'14"   |
| 9    | Marcel Strauss              | Post Swiss Team                | a 2'56"   |
| 10   | Loic Lamouller              | Big Mat-Auber 93               | a 2'58"   |